# What If...? (1.ª temporada)
A primeira temporada da série de antologia animada norte-americana What If...?, baseada na série de mesmo nome da Marvel Comics, explora linhas do tempo alternativas no multiverso que mostram o que aconteceria se momentos importantes dos filmes do Universo Cinematográfico Marvel ( MCU) ocorressem de forma diferente. A temporada foi produzida pela Marvel Studios Animation, com A. C. Bradley como roteirista principal e direção de Bryan Andrews. A animação da temporada é fornecida pela Blue Spirit, Squeeze, Flying Bark Productions e Stellar Creative Lab, com Stephan Franck como chefe de animação.
Jeffrey Wright estrela como o Vigia, que narra a série, ao lado de muitos atores de filmes do MCU reprisando seus papéis. A série foi anunciada oficialmente em abril de 2019, com grande parte do elenco anunciado em julho. Bradley e Andrews foram confirmados em agosto de 2019.
A primeira temporada estreou no Disney+ em 11 de agosto de 2021 e durou nove episódios até 6 de outubro, como parte da Fase Quatro do MCU. A temporada recebeu avaliações geralmente positivas, com elogios à dublagem e histórias e cenários criativos, mas algumas críticas por sua animação, duração do episódio e roteiro. Uma segunda temporada foi confirmada em dezembro de 2019.

## Episódios
| N.º | Título | Dirigido por  | Escrito por                     | Exibição original      |
| --- | --- | ------------- | ------------------------------- | ---------------------- |
| 1 | "What If… Captain Carter Were The First Avenger?" "E se… a Capitã Carter fosse a primeira Vingadora? (BR)" E Se… a Capitão Carter Fosse a Primeira Vingadora? (PT)"                                 | Bryan Andrews | A.C. Bradley                    | 11 de agosto de 2021   |
| Durante a Segunda Guerra Mundial, Steve Rogers é inicialmente escolhido para ser o primeiro super soldado do mundo, no entanto, um espião da Hydra intervém e quase mata Rogers, mas Peggy Carter atira no espião. Carter então se oferece como voluntária para receber o soro e se torna a "Capitã Carter" com sucesso. Quando o amigo de Rogers, Bucky Barnes, é capturado pelas forças Hydra, Rogers envia Carter para resgatá-lo juntamente com seus aliados. Carter então recupera o Tesseract da Hydra, que Howard Stark usa para energizar uma armadura pilotada por Rogers. Ele se torna o parceiro de Carter. O traje "Esmagador Hydra" de Rogers é capturado enquanto ele tenta parar um trem da Hydra com uma armadilha explosiva. Carter e seus aliados se infiltram em uma base da Hydra, onde o Caveira Vermelha libera uma criatura de outra dimensão usando o Tesseract. Carter se sacrifica para forçar a criatura a voltar à sua dimensão. 70 anos depois, após a reabertura do portal, Carter sai dele e conhece Nick Fury e Clint Barton. Elenco : Hayley Atwell como Peggy Carter / Capitã Carter, Sebastian Stan como Bucky Barnes, Dominic Cooper como Howard Stark, Stanley Tucci como Abraham Erskine, Toby Jones como Arnim Zola, Bradley Whitford como John Flynn, Ross Marquand como Johann Schmidt / Caveira Vermelha e Darrell Hammond como um General Nazista. | |               |                                 |                        |
| 2 | " What If… T'Challa Became a Star-Lord?" "E se… T'Challa se tornasse o Senhor das Estrelas? (BR)" E Se… o T'Challa Se Tornasse Um Star-Lord? (PT)"                                                  | Bryan Andrews | Matthew Chauncey                | 18 de agosto de 2021   |
| Em 1988, sob as ordens de Ego, os Saqueadores são enviados à Terra para resgatar seu filho Peter Quill. No entanto, eles sequestram por engano um jovem T'Challa, que concorda em se juntar a eles para explorar a galáxia. 20 anos depois, T'Challa se torna um famoso mercenário fora-da-lei galáctico conhecido como Senhor das Estrelas. Após adquirir o Orb contendo a Jóia do Poder em Morag, T'Challa e os Saqueadores são abordados por Nebulosa, que propõe um assalto para roubar as Brasas do Gênesis, uma forma de poeira cósmica capaz de terraformar ecossistemas. Nebulosa e Yondu Udonta se encontram com Taneleer Tivan em Luganenhum, enquanto T'Challa se infiltra em sua coleção para encontrar as brasas. Ele descobre uma espaçonave Wakanda contendo uma mensagem de seu pai, T'Chaka. A nebulosa aparentemente trai os Saqueadores, fazendo com que T'Challa seja capturado e exibido para a avaliação de Tivan. Mais tarde, ela resgata os Saqueadores, revelando que ela e T'Challa bolaram um plano para que ela pudesse adquirir as Brasas. T'Challa consegue escapar de seu confinamento e luta contra Tivan com a ajuda de Udonta. Os dois prendem Tivan em sua própria cela antes de passar o controle para sua assistente Carina. Depois disso, os Saqueadores seguem para a Terra, onde T'Challa se reúne com sua família em Wakanda. Em outro lugar na Terra, um Peter Quill mais velho, agora trabalhando como faxineiro em um restaurante, é abordado por Ego. Elenco: Chadwick Boseman como T'Challa Senhor das Estrelas, Michael Rooker como Yondu Udonta, Josh Brolin como Thanos, Benicio del Toro como Taneleer Tivan / O Colecionador, Kurt Russell como Ego, Ophelia Lovibond como Carina, Carrie Coon como Próxima Meia-Noite, Tom Vaughan-Lawlor como Fauce de Ébano, Karen Gillan como Nebulosa, Djimon Hounsou como Korath, o Perseguidor, John Kani como T'Chaka, Sean Gunn como Kraglin Obfonteri, Chris Sullivan como Taserface, Seth Green como Howard, o Pato e Danai Gurira como Okoye.                                                                                    | |               |                                 |                        |
| 3 | "What If… the World Lost Its Mightiest Heroes?" "E se… o mundo perdesse seus heróis mais poderosos? (BR)" E Se… o Mundo Perdesse os Seus Maiores Heróis? (PT)"                                      | Bryan Andrews | A.C. Bradley e Matthew Chauncey | 25 de agosto de 2021   |
| Durante o período de uma semana inteira, os agentes da S.H.I.E.L.D. estão sendo acusados de assassinar os potenciais Vingadores, um por um. Natasha Romanoff injeta dióxido de lítio em Tony Stark que, inesperadamente, acaba morrendo, e Clint Barton acidentalmente atira uma flecha em Thor, antes de morrer em sua cela. Nick Fury informa Natasha que Bruce Banner é o próximo alvo. Natasha se encontra com a Dra. Betty Ross para analisar o dióxido de lítio, que deduz que havia nanotecnologia envolvida, e encontra Banner escondido com ela. O pai de Betty, Thaddeus, confronta Natasha e Banner, que é misteriosamente provocado até se tornar o Hulk e explodir misteriosamente. O irmão de Thor, Loki, chega ao Novo México e confronta Fury sobre a morte de Thor. Fury propõe uma aliança com Loki para encontrar o assassino de Thor. Natasha é capturada e assassinada enquanto pesquisava sobre o assassino dos Vingadores, dando uma pista para Fury: Hope. Fury percebe que Hope é filha de Hank Pym, que teve um desentendimento com a S.H.I.E.L.D. devido à morte de Hope no cumprimento de seu dever como agente, e estava usando sua tecnologia de encolhimento para matar os Vingadores. Com a ajuda de Loki, Hank é derrotado e levado sob custódia Asgardiana. Loki então decide ficar na Terra e se torna seu governante. Em outro lugar, Fury encontra Steve Rogers congelado no gelo e cumprimenta Carol Danvers. Elenco : Samuel L. Jackson como Nick Fury, Jeremy Renner como Clint Barton / Gavião Arqueiro, Mark Ruffalo como Bruce Banner / Hulk, Tom Hiddleston como Loki, Clark Gregg como Phil Coulson, Jaimie Alexander como Sif, Frank Grillo como Brock Rumlow, Stephanie Panisello como Betty Ross, Lake Bell como Natasha Romanoff / Viúva Negra e Mick Wingert como Tony Stark / Homem de Ferro. | |               |                                 |                        |
| 4 | "What If… Doctor Strange Lost His Heart Instead of His Hands?" "E se… o Doutor Estranho perdesse seu coração em vez das Mãos? (BR)" E Se… o Doutor Estranho Perdesse o Coração e Não as Mãos? (PT)" | Bryan Andrews | A.C. Bradley                    | 1 de setembro de 2021  |
| O Dr. Stephen Strange bate seu carro com sua namorada, a Dra. Christine Palmer, matando Palmer. Em seu luto, Strange viaja para Kamar-Taj e aprende as Artes Místicas. Lá, ele descobre o Olho de Agamotto, que pode manipular o tempo, mas é avisado pela Anciã e Wong que isso pode destruir a realidade. Dois anos após a morte de Palmer, Strange usa repetidamente o Olho para voltar no tempo e evitar a morte de Palmer, mas ela morre em todos os cenários. A Anciã diz a Strange que a morte de Palmer é um "ponto absoluto" na linha do tempo que não pode ser desfeito, mas Strange se recusa a ouvir. Usando o poder da Dimensão Negra, a Anciã divide a linha do tempo em duas: uma onde Strange absorve seres e se torna uma versão maligna de si mesmo chamada Strange Supremo, e outra onde Strange aceita a morte de Palmer. A Anciã recruta o último Estranho para lutar contra o primeiro e salvar o mundo. No entanto, Strange Supremo domina o bom Strange e o absorve. Usando o poder absorvido, Strange Supreme ressuscita Palmer, destruindo a realidade. Strange Supremo implora pela ajuda do Vigia, que se recusa a intervir, enquanto Palmer morre novamente e o universo entra em colapso. Elenco : Benedict Cumberbatch como Dr. Stephen Strange e Doutor Estranho Supremo, Rachel McAdams como Christine Palmer, Benedict Wong como Wong, Tilda Swinton como a Anciã, Ike Amadi como O'Bengh e Leslie Bibb como Christine Everhart. | |               |                                 |                        |
| 5 | "What If… Zombies?!" "E se… zumbis?! (BR)" E Se… Zombies?! (PT)" | Bryan Andrews | Matthew Chauncey                | 8 de setembro de 2021  |
| Enquanto procurava por Janet van Dyne no Reino Quântico, Hank Pym descobre que ela foi infectada por um vírus que a transformou em zumbi. De seguida, Janet infecta Pym antes de ambos voltarem ao laboratório, espalhando o vírus pelos Estados Unidos. Semanas depois, um grupo de sobreviventes formado por Bruce Banner, Hope van Dyne, Peter Parker, Bucky Barnes, Okoye, Sharon Carter, Happy Hogan e Kurt, fica sabendo da existência de um campo de sobreviventes com progressos para uma cura. Eles são atacados por zumbis ao longo do caminho e perdem Hogan e Carter. Hope também é infectada e se sacrifica, permitindo que o grupo chegue ao acampamento. Lá, eles descobrem que Visão tem atraído sobreviventes para o acampamento, incluindo um Scott Lang decapitado e um T'Challa sem uma perna, oferecendo-os a Wanda Maximoff infectada. Wanda se liberta, atraindo uma enorme horda de zumbis para o acampamento. Barnes, Kurt e Okoye são mortos, enquanto Visão perece ao entregar a Jóia da Mente para Parker, revelando que seu poder pode curar o vírus zumbi. Banner se transforma no Hulk e enfrenta Wanda, permitindo que os outros escapem. Parker, Lang e T'Challa vão para Wakanda para transmitir a energia da Jóia da Mente por todo o planeta, enquanto Wakanda é cercada por outra horda liderada por um Thanos zumbificado. Elenco : Mark Ruffalo como Bruce Banner / Hulk, Chadwick Boseman como T'Challa / Pantera Negra, Paul Bettany como Visão, Sebastian Stan como Bucky Barnes, Evangeline Lilly como Hope van Dyne / Vespa, Paul Rudd como Scott Lang / Homem-Formiga, Jon Favreau como Harold "Happy" Hogan / Happy Zumbi, Danai Gurira como Okoye, Emily VanCamp como Sharon Carter, David Dastmalchian como Kurt, Hudson Thames como Peter Parker / Homem-Aranha e Tom Vaughan-Lawlor como Fauce de Ébano. | |               |                                 |                        |
| 6 | "What If… Killmonger Rescued Tony Stark?" "E se… Killmonger tivesse resgatado Tony Stark? (BR)" E Se… o Killmonger Salvasse o Tony Stark? (PT)"                                                     | Bryan Andrews | Matthew Chauncey                | 15 de setembro de 2021 |
| No Afeganistão, o comboio de Tony Stark é emboscado pelos Dez Anéis, mas ele é salvo por Erik "Killmonger" Stevens. Retornando às Indústrias Stark com Tony, Killmonger expõe o envolvimento de Obadiah Stane na trama da emboscada e, juntos, ele e Stark constroem um drone de combate humanóide usando o Vibranium de Killmonger. Precisando de mais vibranium para criar um exército de drones, eles conseguiram que James Rhodes o comprasse de Ulysses Klaue. A pedido de Killmonger, Klaue vaza a notícia da transação para Wakanda para atrair T'Challa para o local. Killmonger mata T'Challa e Rhodes, fazendo parecer que eles se mataram. Stark confronta Killmonger usando o drone, mas Killmonger o derrota e mata Stark, fazendo parecer um ataque dos Wakandanos. Killmonger mata Klaue e se reúne com sua família em Wakanda. Os americanos, liderados por Thaddeus Ross, enviam o exército completo de drones das Indústrias Stark para atacar Wakanda em retaliação pelos assassinatos de Rhodes e Stark; Killmonger lidera a defesa Wakandana com sucesso. Após a batalha, Killmonger ingere a Erva em Forma de Coração, tornando-se o novo Pantera Negra. Enquanto os Estados Unidos se preparam para erradicar Wakanda, a irmã de T'Challa, Shuri, informa Pepper Potts sobre os planos de Killmonger e propõe expor a verdade. Elenco : Michael B. Jordan como N'Jadaka / Erik "Killmonger" Stevens, Jon Favreau como Happy Hogan, Chadwick Boseman como T'Challa / Pantera Negra, Angela Bassett como Ramonda, Danai Gurira como Okoye, Andy Serkis como Ulysses Klaue, Don Cheadle como James "Rhodey" Rhodes, Paul Bettany como J.A.R.V.I.S., John Kani como T'Chaka, Leslie Bibb como Christine Everhart e Mick Wingert como Tony Stark. | |               |                                 |                        |
| 7 | "What If… Thor Was An Only Child?" "E se… Thor fosse filho único? (BR)" E Se… o Thor Fosse Filho Único? (PT)"                                                                                       | Bryan Andrews | A.C. Bradley                    | 22 de setembro de 2021 |
| Após a guerra entre Asgard e os Gigantes de Gelo, Odin descobre um bebê gigante de gelo abandonado e devolve a criança a seu pai, Laufey. Anos depois, Thor, o filho de Odin, cresce e se torna um príncipe agitado, que prefere passar seu tempo em festas a estudar. Quando Odin adormece e Frigga parte para um solstício, Thor, ao lado de Sif e os Três Guerreiros, viaja para a Terra para dar uma festa gigantesca, convidando alienígenas de toda a galáxia. A chegada de Thor na Terra atrai a atenção de Jane Foster e Darcy Lewis, que o rastreiam até Las Vegas e acabam se juntando à festa. No dia seguinte, Jane é contatada pela S.H.I.E.L.D., que deseja eliminar Thor, pois suas ações causaram vandalismo em todo o mundo. Maria Hill convoca Carol Danvers para a Terra, que então se envolve em uma batalha com Thor, mas é finalmente derrotada. Hill sugere que Danvers atraia Thor para uma área aberta na Sibéria onde ela possa exercer totalmente seus poderes. Jane, que se opõe ao plano de Hill, consegue fazer contato com Heimdall, que a teletransporta até Frigga, permitindo que ela explique a situação. Enquanto Danvers e Thor se preparam para a batalha mais uma vez, Frigga intervém e anuncia sua chegada iminente, forçando Thor, assustado, a limpar sua bagunça antes de Frigga chegar. Depois disso, Thor chama Jane para um encontro. Em seguida, ele é confrontado por um exército de drones de Ultron vindo de um portal, liderado por um Ultron alternativo, que adquiriu todas as Pedras do Infinito e assumiu o controle do corpo do Visão. Elenco : Chris Hemsworth como Thor, Natalie Portman como Jane Foster, Tom Hiddleston como Loki, Kat Dennings como Darcy Lewis, Samuel L. Jackson como Nick Fury, Jeff Goldblum como Grão-Mestre, Cobie Smulders como Maria Hill, Clark Gregg como Phil Coulson, Frank Grillo como Brock Rumlow, Taika Waititi como Korg, Karen Gillan como Nebulosa, Jaimie Alexander como Sif, Seth Green como Howard, o Pato, Alexandra Daniels como Carol Danvers / Capitã Marvel e Rachel House como Topaz.                                 | |               |                                 |                        |
| 8 | "What If… Ultron Won?" "E se… Ultron tivesse vencido? (BR)" E Se… o Ultron Ganhasse? (PT)" | Bryan Andrews | Matthew Chauncey                | 29 de setembro de 2021 |
| Ultron, tendo tomado a Joia da Mente e o corpo de vibrânio do Visão, derrotou os Vingadores e lançou um holocausto nuclear global. Thanos aparece na Terra para completar a Manopla do Infinito, mas Ultron o mata instantaneamente e pega suas cinco Joias do Infinito, ganhando assim o controle de todas as seis. Ele as usa para criar um enorme exército de drones e erradicar toda a vida em todo o universo, deixando Carol Danvers, Clint Barton e Natasha Romanoff como os únicos sobreviventes. Danvers luta contra Ultron, mas ele a mata também. Enquanto isso, Barton e Romanoff encontram uma cópia da consciência de Arnim Zola e tentam carregá-la na mente de Ultron para destruí-lo. Barton se sacrifica para permitir que Romanoff e Zola, agora no corpo de um drone Ultron, escapem. O upload falha porque o corpo principal de Ultron não está mais em seu universo: Ultron descobriu a existência do multiverso e ataca o Vigia. Eles lutam em todo o multiverso e Ultron ganha. O Vigia foge e, relutantemente, pede ajuda ao Doutor Estranho Supremo. Elenco : Jeremy Renner como Clint Barton / Gavião Arqueiro, Lake Bell como Natasha Romanoff / Viúva Negra, Toby Jones como Arnim Zola, Ross Marquand como Ultron e Sentinelas Ultron, Josh Keaton como Steve Rogers / Capitão América, Mick Wingert como Tony Stark / Homem de Ferro, Alexandra Daniels como Carol Danvers / Capitã Marvel e Benedict Cumberbatch como Doutor Estranho Supremo. | |               |                                 |                        |
| 9 | "What If… The Watcher Broke His Oath?" "E se… o Vigia quebrasse seu juramento? (BR)" E Se… o Vigia Quebrasse o Seu Juramento? (PT)"                                                                 | Bryan Andrews | A.C. Bradley                    | 6 de outubro de 2021   |
| O Vigia recruta a Capitã Carter, o T'Challa Senhor das Estrelas, Thor, o Rei Killmonger e uma variante de Gamora que matou Thanos, de seus respectivos universos e, junto com o Doutor Estranho Supremo, estabelece os Guardiões do Multiverso para lutar contra Ultron. O Vigia envia a equipe a um universo desabitado para se preparar para a batalha, mas Thor acidentalmente chama a atenção de Ultron. Uma batalha começa antes que T'Challa consiga roubar a Jóia da Alma de Ultron, e a equipe foge para o universo de Ultron, onde se junta a Natasha Romanoff. Ultron batalha com os Guardiões e eventualmente os domina, até que Natasha, com a ajuda de Peggy, é capaz de atirar em Ultron com a flecha contendo a IA de Zola. Zola elimina Ultron por dentro, enquanto Killmonger pega as pedras para si e tenta convencer os Guardiões a consertarem seus mundos. Zola, agora controlando o corpo de Ultron, luta com Killmonger pelo controle das Pedras, até que ambos sejam presos em uma dimensão menor pelo Doutor Estranho Supremo e o Vigia. Strange retorna ao seu universo em colapso para manter Zola e Killmonger presos, enquanto o Vigia retorna cada Guardião ao seu próprio universo. Natasha se recusa a voltar para o dela, então o Vigia a leva para um em que os candidatos dos Vingadores foram assassinados, onde ela ajuda a derrotar Loki. Em uma cena no meio dos créditos, depois de retornar ao seu universo e derrotar Georges Batroc, Peggy e Natasha, de seu universo, descobrem a armadura do Esmagador Hydra com alguém dentro dela. Elenco : Hayley Atwell como Peggy Carter / Capitã Carter, Lake Bell como Natasha Romanoff / Viúva Negra, Frank Grillo como Brock Rumlow, Georges St-Pierre como Georges Batroc, Chadwick Boseman como T'Challa Senhor das Estrelas, Michael B. Jordan como N'Jadaka / Erik "Killmonger" Stevens, Chris Hemsworth como Thor, Benedict Cumberbatch como Doutor Estranho Supremo, Toby Jones como Arnim Zola, Tom Hiddleston como Loki, Kurt Russell como Ego, Samuel L. Jackson como Nick Fury e Mick Wingert como Tony Stark / Homem de Ferro. | |               |                                 |                        |

## Elenco e personagens
A série é narrada por Jeffrey Wright como O Vigia, um membro da raça extraterrestre Vigilante, que observa o multiverso. Cada episódio apresenta diferentes versões de personagens dos filmes do UCM, com muitos atores reprisando seus papéis na série. Os dois episódios finais reúnem os personagens dos episódios anteriores para formar os "Guardiões do Multiverso", incluindo Benedict Cumberbatch como Doutor Estranho Supremo, Hayley Atwell como Peggy Carter / Capitã Carter, Lake Bell como Natasha Romanoff / Viúva Negra, Chadwick Boseman como T'Challa Senhor das Estrelas, Michael B. Jordan como Killmonger e Chris Hemsworth como Thor. Outras novas versões dos personagens que também retornam para o final incluem Ego de Kurt Russell e Peter Quill de Brian T. Delaney do segundo episódio, Loki de Tom Hiddleston e Nick Fury de Samuel L. Jackson do terceiro, Shuri de Ozioma Akagha do sexto, e Arnim Zola de Toby Jones e Ultron de Ross Marquand do oitavo. Além disso, Cynthia McWilliams e Mick Wingert aparecem como versões de Gamora e Tony Stark, respectivamente, de um episódio que foi cortado da primeira temporada e lançado na segunda como "What If... Iron Man Crashed into the Grandmaster?".

## Produção
Informações adicionais sobre a produção e conteúdo específico do episódio podem ser encontrados no artigo de cada episódio.

### Desenvolvimento
Em setembro de 2018, a Marvel Studios estava desenvolvendo várias séries para o serviço de streaming da Disney, o Disney+. Uma delas foi uma série animada baseada nos quadrinhos da Marvel Comics, What If ...?. A série antológica, que seria produzida por Kevin Feige, exploraria como o MCU seria alterado se certos eventos tivessem ocorrido de forma diferente. A roteirista principal, A.C. Bradley, se juntou em outubro de 2018, depois que o Marvel Studios ficou impressionado com o fato de algumas de suas propostas serem conceitos que eles estavam planejando para os filmes. Bryan Andrews encontrou-se com Brad Winderbaum, o executivo do Marvel Studios encarregado da série, já em 2018; Bradley e Andrews foram oficialmente anunciados em seus cargos em agosto de 2019.
Em abril de 2019, a Disney e a Marvel anunciaram oficialmente a série. Winderbaum disse que não foi por acaso que a série foi programada para ser lançada logo após o final da primeira temporada de Loki, que apresentou o multiverso, com What If ...? explorando facetas do multiverso de uma forma que Winderbaum acreditava que tornava a série tão importante quanto qualquer outra propriedade do UCM; Bradley confirmou que todos os episódios da série são canônicos para o multiverso do UCM, com a maioria dos episódios acontecendo em seu próprio universo. Desde que o trabalho começou em What If ...?, antes do desenvolvimento de Loki e Doctor Strange in the Multiverse of Madness (2022), Bradley não tinha certeza de como esses projetos estariam explorando e explicando a versão do UCM do multiverso. Ela optou por se concentrar nas possibilidades dentro das linhas do tempo alternativas do multiverso, que ela descreveu como uma "amostra de chocolates variados", e deixou elementos como a Autoridade de Variância Temporal para serem explicados por esses outros projetos. Feige e Winderbaum mantiveram as equipes criativas de Loki e Multiverse of Madness informadas sobre o que estava acontecendo em What If ...? quando o trabalho neles começou. A equipe criativa de What If ...? encontrou-se com os produtores executivos de Loki, Stephen Broussard e Kevin Wright, bem como com a co-produtora executiva de WandaVision (2021), Mary Livanos, para estabelecer um "livro de regras" sobre o multiverso, seus prazos de ramificação e eventos nexus.
Os produtores executivos da série incluem Winderbaum, Feige, Louis D'Esposito, Victoria Alonso, Andrews e Bradley, com Carrie Wassenaar produzindo. Em dezembro de 2019, Feige revelou que a primeira temporada consistiria em 10 episódios. No entanto, devido aos atrasos na produção causados pela pandemia de COVID-19, o décimo episódio da primeira temporada não foi concluído a tempo e passou para a segunda temporada; a segunda temporada também foi reduzida para nove episódios. Os episódios têm aproximadamente 30 minutos de duração.

### Roteiro
Feige explicou com o anúncio da série que os eventos que seriam representados como alterados seriam "momentos cruciais" de todo o UCM. Por exemplo, o primeiro episódio mostra Peggy Carter tomando o soro do super soldado em vez de Steve Rogers. Os roteiristas inicialmente não tinham certeza se poderiam usar o Homem-Aranha na série devido à Sony Pictures possuir os direitos de filmes em live-action do personagem, mas no final foi permitido. Antes de considerar cenários "e se" para a série, os roteiristas examinaram todos os heróis do UCM para determinar "o que os faz funcionar". Eles queriam garantir que houvesse potencial para a história além da mudança incitante do tipo "e se" em cada episódio, para que eles pudessem usar os diferentes cenários para explorar "o herói por trás do escudo". Bradley descreveu o equilíbrio da série entre o exame do personagem e a ação como "Die Hard (1988) encontra Wes Anderson". 30 potenciais episódios foram concebidos e escritos por Bradley, Andrews, Winderbaum, Chauncey, a executiva júnior Simona Paparelli e o coordenador de roteiro Ryan Little, com os quadrinhos What If ...? fornecendo inspiração para pontos potenciais da história, assim como o selo Ultimate Marvel dos quadrinhos (que contava histórias alternativas para o universo principal da Marvel), uma vez que era um exemplo de um universo alternativo totalmente realizado. Bradley primeiro criou cenários simples devido à preocupação com o orçamento da série, mas foi avisada pela Marvel para "enlouquecer". Feige escolheu seus conceitos de episódio favoritos entre as 30 opções, que foram então reduzidas para obter 10 episódios para a primeira temporada. Depois que cada episódio foi incorretamente teorizado para se concentrar em um filme da Saga do Infinito, Bradley esclareceu que vários filmes e personagens seriam representados em cada episódio e a maioria dos personagens de todos os filmes apareceriam ao longo da temporada. Winderbaum esperava que os episódios intrigassem os espectadores a revisitarem os filmes originais que estavam alterando, como a leitura de uma história em quadrinhos de What If pudesse levar o leitor a retornar à história em quadrinhos original.
Cada episódio e seu enredo alternativo são introduzidos e concluídos pelo Vigia, apresentando-o como "um conto preventivo no espírito de The Twilight Zone". Os tons dos episódios variam, com alguns sendo mais sombrios ou mais divertidos do que os filmes do UCM. Por exemplo, um episódio é um thriller político, um episódio com Stephen Strange é uma "história de amor trágica... sombria", e outro permitiu que Bradley "se divertisse" e se inspirasse em filmes que ela gosta, como Can't Hardly Wait (1998) e os filmes National Lampoon. What If ...? também tem um episódio de terror, de assalto, e um episódio de mistério de assassinato. Vários filmes serviram de base para cada episódio, como as séries dos anos 1940 e os filmes de guerra para o episódio de Peggy Carter. Alguns dos conceitos dos roteiristas foram rejeitados porque combinavam com ideias de histórias que a Marvel já planejava usar, como o Professor Hulk, o Steve Rogers mais velho e a Pepper Potts no traje Resgate, que aparecem em Avengers: Endgame (2019); Loki se tornando um herói como acontece em Loki; Jane Foster se tornando a Thor, que está planejado para Thor: Love and Thunder (2022); e um episódio que foi "metade da trama [planejada]" de Guardians of the Galaxy Vol. 3 (2023). Outras propostas não utilizadas incluem um episódio com o Homem-Aranha se transformando em uma aranha real considerado "muito sombrio e horrível demais" para a classificação PG-13 / TV-14 da Marvel; um episódio inspirado em Jurassic Park (1993) mostrando os Vingadores como dinossauros durante a pré-história; e um crossover com personagens de Star Wars como Luke Skywalker.
Apesar do formato de antologia da série, os roteiristas conceberam um dispositivo de história para a primeira temporada que lhes permitiu ter alguma conectividade entre os episódios; isso começa a ser revelado no oitavo episódio da temporada antes do final no nono. Além disso, depois que o Vigia começa a temporada distante e aparecendo em segundo plano, ele se torna mais aparente à medida que a temporada avança. Bradley comparou o personagem ao público, uma vez que "conforme ele sofre os triunfos [dos heróis] e suas tragédias, ele também se torna mais emocionalmente envolvido e, portanto, torna-se cada vez mais parte do mundo deles e quer fazer mais parte do mundo deles, embora ele saiba que não deve". Cada episódio também termina com uma reviravolta ou uma questão que poderia ser potencialmente resolvida em um episódio sequencial, semelhante às cenas pós-crédito dos filmes do UCM, embora esses finais também sejam uma referência aos finais com reviravoltas dos quadrinhos de What If ...? que nem sempre eram resolvidos. Bradley chamou esses finais de "divertidos", ao mesmo tempo que os diferenciava dos teasers pós-créditos que ela considerava "uma promessa". Muitos dos finais dos episódios da primeira temporada são resolvidos no episódio final da temporada. Em relação aos tons sombrios e aos pontos trágicos da trama da primeira temporada, Bradley explicou que ser capaz de apresentar coisas que nunca aconteceriam no MCU live-action, como matar heróis, foi a “parte mais libertadora” da série, e que alguns dos episódios terminaram em tragédia por motivos ligados ao plano geral da primeira temporada. Enquanto os roteiristas estavam desenvolvendo os roteiros, eles perceberam que a Capitã Carter "iria borbulhar e se tornaria mais importante" ao lado do Vigia, e eles decidiram revisitar sua história em todas as temporadas futuras. Bradley foi informada a explorar apenas conceitos "e se" para histórias do UCM existentes, então os personagens introduzidos na Fase Quatro do UCM não aparecem até a segunda temporada.

### Escalação e gravação de voz

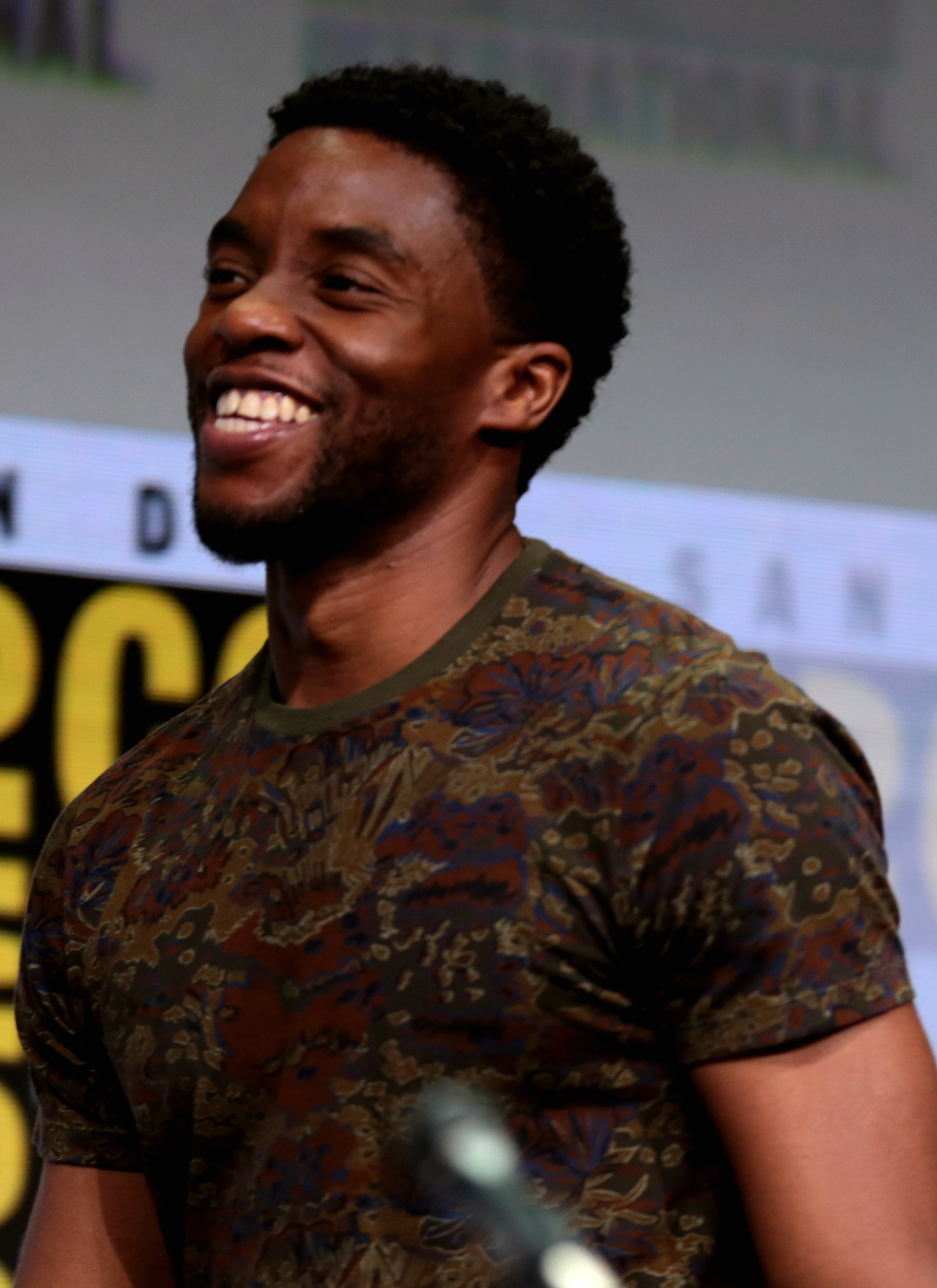
Chadwick Boseman é um dos atores do MCU reprisando seu papel, com a temporada sendo seu último trabalho.

O plano da Marvel para a série era fazer com que os atores que interpretam personagens nos filmes do UCM reprisassem seus papéis na série, com mais de 50 aparecendo. Na San Diego Comic-Con International, em julho de 2019, Feige revelou uma lista de atores que inclui Michael B. Jordan como Killmonger, Sebastian Stan como James "Bucky" Barnes, Josh Brolin como Thanos, Mark Ruffalo como Bruce Banner, Tom Hiddleston como Loki, Samuel L. Jackson como Nick Fury, Chris Hemsworth como Thor, Hayley Atwell como Peggy Carter, Chadwick Boseman como T'Challa, Karen Gillan como Nebulosa, Jeremy Renner como Clint Barton, Paul Rudd como Scott Lang, Michael Douglas como Hank Pym, Neal McDonough como Dum Dum Dugan, Dominic Cooper como Howard Stark, Sean Gunn como Kraglin Obfonteri, Natalie Portman como Jane Foster, David Dastmalchian como Kurt, Stanley Tucci como Abraham Erskine, Taika Waititi como Korg, Toby Jones como Arnim Zola, Djimon Hounsou as Korath, o Perseguidor, Jeff Goldblum como o Grão-Mestre, Michael Rooker como Yondu Udonta, e Chris Sullivan como Taserface. Feige também anunciou que Jeffrey Wright havia sido escolhido como o Vigia, personagem que narra a série. Boseman foi um dos primeiros atores a concordar em aparecer na série.
A gravação de voz começou em agosto de 2019 e continuou até o início de 2020. A produção pôde continuar remotamente durante a pandemia de COVID-19 , com o trabalho no local do Walt Disney Studios suspenso. Wright gravou alguns dos episódios em um estúdio de gravação improvisado em sua casa durante a pandemia. Em janeiro de 2021, Frank Grillo confirmou que havia trabalhado na série, reprisando seu papel como Brock Rumlow. Em julho de 2021, Seth Green foi revelado reprisando seu papel como Howard, o Pato, assim como Andy Serkis como Ulysses Klaue.
Antes da estreia da série, atores adicionais revelaram estar reprisando seus papéis, incluindo Angela Bassett como Ramonda, Benedict Cumberbatch como Stephen Strange / Doutor Estranho Supremo, Benedict Wong como Wong, Benicio del Toro como Taneleer Tivan / O Colecionador, Bradley Whitford como John Flynn, Carrie Coon como Próxima Meia-Noite, Clancy Brown como Surtur, Clark Gregg como Phil Coulson, Cobie Smulders como Maria Hill, Danai Gurira como Okoye, Don Cheadle como James Rhodes, Emily VanCamp como Sharon Carter, Evangeline Lilly como Hope van Dyne, Georges St. Pierre como Georges Batroc, Jaimie Alexander como Sif, John Kani como T'Chaka, Jon Favreau como Harold "Happy" Hogan / Happy Zumbi, Kat Dennings como Darcy Lewis, Kurt Russell como Ego, Leslie Bibb como Christine Everhart, Ophelia Lovibond como Carina, Paul Bettany como Visão e J.A.R.V.I.S., Rachel House como Topaz, Rachel McAdams como Christine Palmer, Tilda Swinton como a Anciã, e Tom Vaughan-Lawlor como Fauce de Ébano.
Em julho de 2021, a Variety relatou que vários personagens, como Tony Stark, Steve Rogers e Carol Danvers, seriam dublados por atores diferente daqueles que os retrataram nos filmes. Winderbaum atribuiu algumas das substituições a conflitos de agenda com os atores originais, e explicou que os criativos não queriam que a série fosse "definida pelos atores que pensamos que poderíamos ter". Ao escolher substitutos, eles procuraram priorizar a performance para a série em vez de um ator que soasse igual ao original. Ele sentiu que a exploração do multiverso pela série deu uma "justificativa cerebral" para os diferentes atores. Dave Bautista, que interpreta Drax nos filmes, indicou que não foi convidado pela Marvel para fazer parte da série, apesar do personagem estar incluído. Ao tomar conhecimento disso, Winderbaum expressou sua surpresa com as afirmações de Bautista, assumindo que houve alguma falha de comunicação em algum ponto, já que todos os atores UCM foram convidados através de seus agentes ou diretamente para participar da série. Josh Keaton faz a voz de Steve Rogers / Esmagador Hydra, Ross Marquand faz a voz de Jöhann Schmidt / Caveira Vermelha e Ultron, Fred Tatasciore faz a voz de Drax, Corvus Glaive, e Volstagg, Brian T. Delaney faz a voz de Peter Quill, Lake Bell faz a voz de Natasha Romanoff / Viúva Negra, Mick Wingert faz a voz de Tony Stark / Homem de Ferro, Stephanie Panisello faz a voz de Betty Ross, Mike McGill faz a voz de Thaddeus Ross, Alexandra Daniels faz a voz de Carol Danvers / Capitã Marvel, Hudson Thames faz a voz de Peter Parker / Homem-Aranha, Kiff VandenHeuvel faz a voz de Obadiah Stane, Beth Hoyt faz a voz de Pepper Potts, Ozioma Akagha faz a voz de Shuri, Josette Eales faz a voz de Frigga, David Chen faz a voz de Hogun, Max Mittelman faz a voz de Fandral, e Cynthia McWilliams faz a voz de Gamora.

### Animação
Stephan Franck é o chefe de animação da série, que apresenta o estilo de animação Cel shading, com semelhanças dos personagens baseadas nos atores dos filmes. A Blue Spirit trabalhou em dois episódios da primeira temporada, com a Squeeze ficando encarregada da animação de quatro episódios, a Flying Bark Productions trabalhando em quatro, e o Stellar Creative Lab trabalhando em um. O estilo de animação é consistente nesses episódios, com Bradley notando que a Marvel estava "tentando usar a paleta de cores, a iluminação e o design dos personagens para contar o máximo de história possível" da mesma forma que nos filmes em Live-action, ajustando a câmera e as paletas de cores entre cada episódio. O designer de produção, Paul Lasaine, e sua equipe pintaram todos os planos de fundo da série, baseando-os nos frames dos filmes, bem como na arte conceitual e nos planos dos cenários dessas produções. Discutindo o aparente exagero de ação e habilidades na série, Franck disse que eles estavam tentando ser consistentes com o que é visto nos filmes, mas "cada meio tem sua própria poesia e lê de forma diferente, e há um nível de abstração e exagero que é inerente à animação". Graham Fisher e Joel Fisher editam a série, começando durante a fase de storyboard.

### Trilha sonora
Os álbuns da trilha sonora de cada episódio, com a trilha sonora da compositora Laura Karpman, foram lançados digitalmente pela Marvel Music e Hollywood Records. O álbum do primeiro episódio foi lançado em 13 de agosto, com os álbuns subsequentes sendo lançados logo após o episódio correspondente.

## Marketing
Imagens do primeiro episódio da série foram mostradas durante o D23 Expo 2019, com imagens da série também incluídas no "Expanding the Universe", um especial da Marvel Studios que estreou no Disney+ em 12 de novembro de 2019. O primeiro trailer foi lançado em dezembro de 2020. Baseado no trailer, James Whitbrook, do blog io9, comentou que a série estava "parecendo ótima". Chris Evangelista, do blog /Film, também achou "muito legal" e sentiu que a série animada foi uma boa "desculpa para essencialmente explodir o UCM como o conhecemos e contar histórias completamente novas e mais estranhas que nunca teriam seus próprios filmes". Escrevendo para o Polygon, Petrana Radulovic sentiu que o trailer mostrou "toda a extensão das [narrativas] possíveis". Um extended look do primeiro episódio da série foi mostrado durante o painel Women In Animation no Festival de Cinema de Animação de Annecy em junho de 2021. Também naquele mês, a Hyundai Motor Company fez parceria com o Marvel Studios para uma campanha de marketing para promover o Hyundai Tucson junto com What If ...?, WandaVision, The Falcon and the Winter Soldier e Loki. Os comerciais foram produzidos pela Marvel e tinham como objetivo contar uma história "no-mundo" ambientada na narrativa da série. O comercial de What If ...? foi lançado em agosto de 2021, no qual mostra o Party Thor dirigindo o Hyundai Tucson em uma batalha contra os robôs de Ultron com a Capitã Carter, o T'Challa Senhor das Estrelas e o Doutor Estranho Supremo. Adam Bentz, da Screen Rant, sentiu que a campanha "Question Everything" da Hyundai era a combinação perfeita para What If ...? e seu conceito, e adicionado ao conteúdo do comercial, provavelmente não era um spoiler para a série, uma vez que os anúncios para a outra série do UCM não se correlacionavam com os verdadeiros enredos. Barney Goldberg, diretor executivo de criação da Innocean, a agência de criação que trabalha com a Hyundai, observou que havia "uma quantidade incrível de coordenação" para que o anúncio fosse lançado no momento certo, para que fosse relevante e não tarde demais, ao mesmo tempo que não daria spoilers de aspectos da série.
Um trailer oficial e um pôster da primeira temporada foram lançados em 8 de julho de 2021. Nick Romano, da Entertainment Weekly, sentiu que eles forneceram mais informações sobre as várias histórias "e se" que a série estaria explorando, e disse que seria "um para assistir" junto com filmes do UCM que também explorariam o multiverso como Spider-Man: No Way Home (2021) e Doctor Strange in the Multiverse of Madness. Chaim Gartenberg, do The Verge, chamou o trailer de "o melhor visual até agora" da série. Escrevendo para a Screen Rant, Rachel Labonte disse que o trailer foi "um passeio selvagem" com a sensação de "quase todos os personagens do UCM imagináveis são vislumbrados por pelo menos alguns segundos, e é claro que há muitas histórias emocionantes pela frente". Vanessa Armstrong, do /Film, disse que não era fã de animação, mas, depois de ver o trailer, acreditou que What If ...? iria "converter muitas pessoas [como ela] que são resistentes" a mídia. Armstrong ficou "animada para ver como essas diferentes realidades se desenrolam" e notou a quantidade impressionante de conteúdo e perguntas que foram colocadas no trailer. Três episódios da série Marvel Studios: Legends serão lançados em 4 de agosto de 2021, explorando Peggy Carter, a Iniciativa Vingadores e os Saqueadores usando imagens de suas aparições nos filmes do UCM.
Em janeiro de 2021, a Marvel anunciou seu programa "Marvel Must Haves", que revela novos brinquedos, jogos, livros, roupas, decoração e outras mercadorias relacionadas a cada episódio de What If ...? após o lançamento de um episódio. Em julho de 2021, Funko Pops, conjuntos de Lego, e Bonecos da Marvel Legends baseados na série foram revelados. A mercadoria "Must Haves" para os episódios começou em 13 de agosto de 2021.

## Lançamento
A primeira temporada estreou no Disney+ em 11 de agosto de 2021, e consiste em nove episódios que foram lançados semanalmente até 6 de outubro. Faz parte da Fase Quatro do MCU.

## Recepção

### Crítica
O site agregador de avaliações, Rotten Tomatoes, relata uma taxa de aprovação de 85% com uma classificação média de 7,90 / 10, com base em 104 avaliações da primeira temporada. O consenso crítico do site diz: "What If ...? Pode não acrescentar muito à narrativa do UCM, mas surpreendentes interpretações sobre personagens amados e algumas das melhores sequências de ação em toda a franquia contribuem para uma visualização envolvente". O Metacritic, que usa uma média ponderada, atribuiu à primeira temporada uma pontuação de 69 em 100 com base em 16 críticos, indicando "avaliações geralmente favoráveis".
Liz Shannon Miller, da Collider, revisando os três primeiros episódios, sentiu que a série cumpriu a promessa de mostrar "histórias totalmente novas, mas familiares" no UCM. Com relação à animação, Miller sentiu às vezes que ela "carece de profundidade" e desejou que estilos variados fossem usados para se adequar a cada história contada, as sequências de ação foram "lindamente executadas, com um toque extra de momentos dos quadrinhos para realçar a realidade do show, valorizando toda a estética”. Para Miller, enquanto alguns dos dubladores que retornaram não foram capazes de capturar a "essência de seus personagens", assim como outros, simplesmente tê-los de volta aprimorou a série, com elogios também para os novos atores dando voz a personagens estabelecidos e observando que Wright foi uma escalação "perfeita" como o Vigia. Ela concluiu que What If ...? era "seriamente o sonho de um superfã do UCM às vezes, embora uma vez que você supere a descoberta inicial de cada curta "e se ...", às vezes seja difícil permanecer investido". Dando aos três primeiros episódios 3,5 de 5 estrelas, Alan Sepinwall, da Rolling Stone, disse que a série era "desigual como quase qualquer série de antologia. É divertido simplesmente porque o nível de controle de qualidade na Marvel é muito alto hoje em dia ... e porque algumas das ideias são inerentemente atraentes ou usadas para ajustar habilmente o que sabemos dos filmes. Mas nem todo filme faz jus ao potencial aparentemente ilimitado do título". Em sua análise dos três primeiros episódios, Tyler Hersko, do IndieWire, sentiu que a série era um "paradoxo", já que era "o título mais Universo Cinematográfico Marvel até agora" e também "a primeira série do UCM em anos que não se sente sobrecarregada por a necessidade de se ajustar meticulosamente ao cânone da franquia ou provocar descaradamente os futuros episódios". Ele chamou isso de "um respiro de ar fresco", com What If ...? "oferecendo aos fãs exatamente o que eles querem enquanto ainda se apegam a algumas surpresas", apresentando muitas referências e piadas do universo para fãs de longa data, enquanto ainda cria histórias autônomas que podem agradar a todos os telespectadores. Hersko chamou a animação de "um prazer absoluto de testemunhar em movimento" e deu aos episódios um "B+".
Angie Han, do The Hollywood Reporter, acreditava que "para uma série ambientada na vastidão infinita de um multiverso, What If ...? é um sonho terrivelmente pequeno", com alguns conceitos de "e se" não sendo tão atraentes quanto outros. Ela acrescentou que Wright deu a cada episódio "um impulso de seriedade", mas notou que a animação às vezes era estranha, com algumas cenas se aproximando do vale misterioso, e que alguns dos atores que voltaram deram vozes "robóticas" sem o carisma de suas interpretações em live-action. Ela concluiu: "Ouse esperar por mais do que diversão superficial, porém, What If ...? tende a decepcionar ... É possível que episódios futuros façam um trabalho melhor de equilibrar grandes conceitos com um tempo de execução de meia hora, ou que a temporada está se transformando em um projeto mais grandioso. Se for esse o caso, What If ...? está demorando muito para mostrar o que pode fazer". Etan Anderson, do /Film, chamou os resultados dos três primeiros episódios de "misturados" com "algumas deficiências gritantes", como a animação "desajeitada" quando não estava exibindo sequências de ação, a dublagem de algumas das estrelas que voltaram e o tempo de execução curto que não permitia tempo suficiente para os espectadores "se envolverem totalmente" com essas novas versões dos personagens. Anderson acrescentou que parte do humor tentou duramente e se sentiu "estranhamente planejado" e acreditou que "os criadores parecem estar se esforçando demais para manter os segredos da série em vez de serem mais abertos sobre as emocionantes reviravoltas e reviravoltas internas". Ele concluiu que essa parecia ser a primeira série do Marvel Studios que poderia não ser "necessariamente vista" e que poderia ser "uma batalha difícil" para o público em geral continuar assistindo, embora fãs dedicados pudessem achar What If ...? "um remix satisfatório". Após o lançamento da primeira temporada, Adam B. Vary, da Variety, disse que a temporada foi "uma experiência fascinante para os estúdios da Marvel", com "aventuras efervescentes ... [que] também caíram na escuridão real".

### Reconhecimentos
| Prêmio                                  | Data da cerimonia       | Categoria                                                 | Indicado(s)                                                                                                 | Resultado | Ref(s)          |
| --------------------------------------- | ----------------------- | --------------------------------------------------------- | --- | --------- | --------------- |
| American Cinema Editors Eddie Awards    | 5 de março de 2022      | Melhor animação editada (Não-cinemática)                  | Graham Fisher e Joel Fisher (por "What If... Ultron Won?")                                                  | Indicado  | [ 95 ]          |
| Annie Awards                            | 12 de março de 2022     | Melhor edição – TV/Media                                  | Joel Fisher, Graham Fisher, Sharia Davis, Basuki Juwono and Adam Spieckerman (for "What If... Ultron Won?") | Venceu    | [ 96 ]          |
| Critics' Choice Television Awards       | 13 de março de 2022     | Melhor série de animação                                  | What If...?                                                                                                 | Venceu    | [ 97 ]          |
| Golden Reel Awards                      | 13 de março de 2022     | Melhor edição de som – animação                           | Vários (for "What If... Doctor Strange Lost His Heart Instead of His Hands?")                               | Indicado  | [ 98 ]          |
| Hollywood Critics Association TV Awards | 14 de agosto de 2022    | Melhor streaming de série animada ou filme para TV        | What If...?                                                                                                 | Indicado  | [ 99 ]          |
| Dorian Awards                           | 17 de agosto de 2022    | Melhor programa de animação                               | What If...?                                                                                                 | Indicado  | [ 100 ]         |
| Primetime Creative Arts Emmy Awards     | 3–4 de setembro de 2022 | Melhor programa de animação                               | "What If... Doctor Strange Lost His Heart Instead of His Hands?"                                            | Indicado  | [ 101 ]         |
| Primetime Creative Arts Emmy Awards     | 3–4 de setembro de 2022 | Melhor performance de dublagem                            | Chadwick Boseman (por "What If... T'Challa Became a Star-Lord?")                                            | Venceu    | [ 101 ]         |
| Primetime Creative Arts Emmy Awards     | 3–4 de setembro de 2022 | Melhor performance de dublagem                            | Jeffrey Wright (por "What If... Ultron Won?")                                                               | Indicado  | [ 101 ]         |
| Golden Trailer Awards                   | 7 de outubro de 2022    | Publicidade mais inovadora para uma série de TV/Streaming | What If...?                                                                                                 | Indicado  | [ 102 ] [ 103 ] |
| Saturn Awards                           | 25 de outubro de 2022   | Melhor série animada                                      | What If...?                                                                                                 | Indicado  | [ 104 ]         |

## Documentário especial
Em fevereiro de 2021, a série de documentários Marvel Studios: Assembled foi anunciada. O especial  Assembled: The Making of What If ...?, vai aos bastidores do making of da série e foi lançado no Disney+ em 27 de outubro de 2021.